# Мост Галактиона Табидзе
Мост Галактиона Табидзе (груз. გალაკტიონის ხიდი) — мост через реку Куру в Тбилиси, связывает привокзальную часть города (район Чугурети) с центральной частью города.

## Расположение
Мост соединяет улицу Михаила Джавахишвили с улицей Константина Марджанишвили.
Выше по течению находится мост царицы Тамар, ниже — Саарбрюкенский мост.

## Название
Первоначально мост назывался мостом Вере или Верийским, по наименованию района Вере. В советское время мост был переименован в мост И. В. Сталина, затем — мост А. Элбакидзе (революционера, совершившего в 1919 году на Верийском спуске (ныне — улица Джавахишвили) покушение на деникинского генерала Н. Баратова). В 1991 году мосту вернули первоначальное название. Существующее название мост получил в 2001 году, в честь грузинского поэта Галактиона Табидзе.

## История

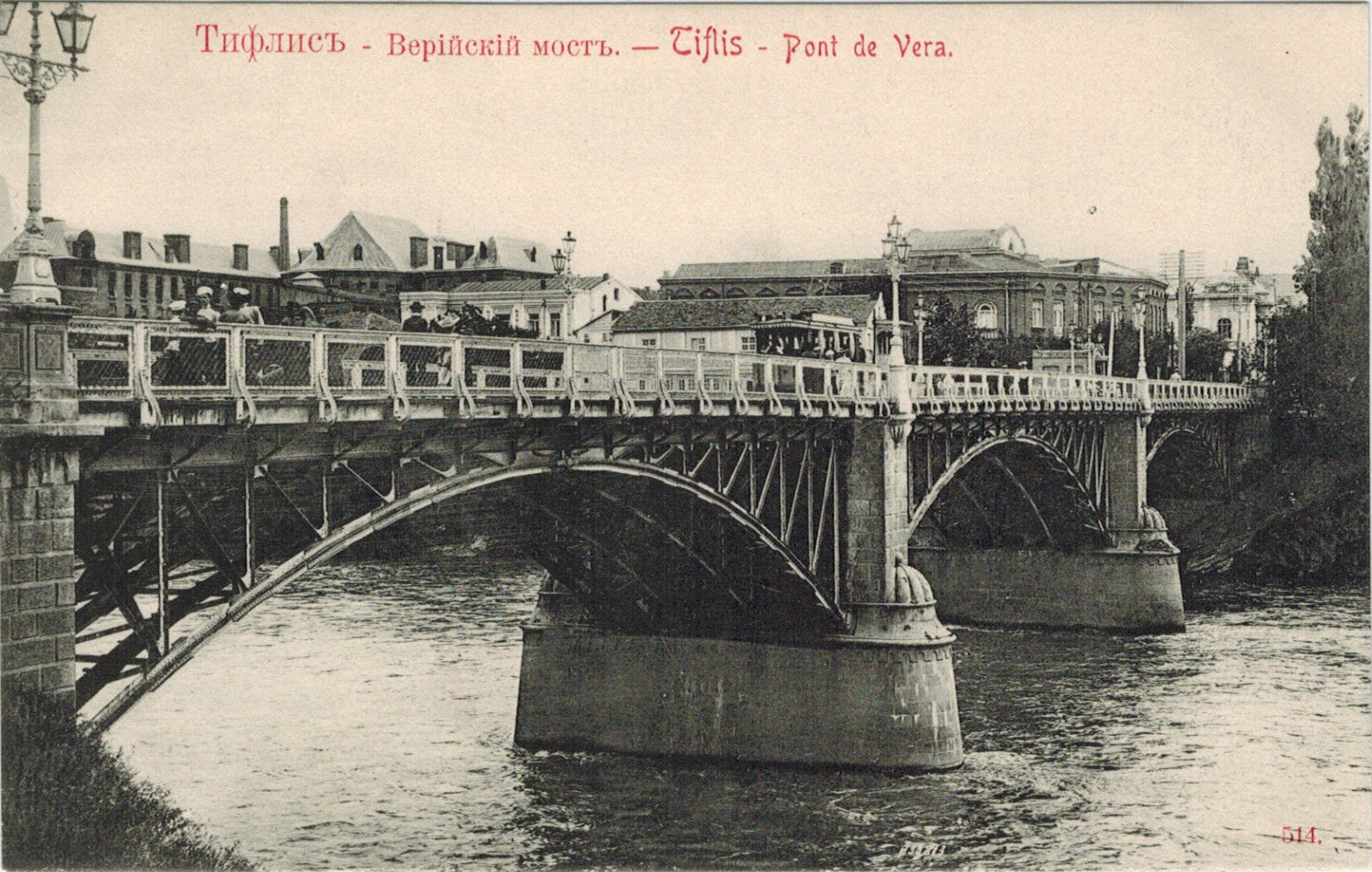
Верийский мост, 1900-е гг.

Вопрос о постройке постоянного моста через Куру взамен паромной переправы обсуждался еще в 1880-х гг. Первоначально планировалось построить Мухранский мост, однако усилиями местных землевладельцев выбор был сделан в пользу Верийского. В 1881 г. архитектор А. Уманский составил проект металлического трехпролётного арочного моста. Для движения мост был открыт 10 февраля 1885 г. Ширина моста составляла 10,5 метра (7,5 м ширина проезжей части и два тротуара по 1,5 м). Тротуары были вынесены на металлические консоли. К началу XX века это был один из шести городских мостов через Куру. До февраля 1917 г. за проезд по мосту взималась плата.
В 1951—1953 гг. мост был перестроен по проекту инженера Г. Чомахидзе и архитектора М. Мелиа.
В 2008 г. на мосту установлены 4 скульптуры львов (автор Г. Джапаридзе).

## Конструкция
Мост трёхпролётный железобетонный арочный. Мост строго симметричен — центральный пролёт (73 м) перекрывает русло реки, два боковых (20 м) — проезды вдоль набережных. Центральный арочный пролёт состоит из двух сводов коробчатого сечения. Ширина моста составляет 25 м. Фасады моста облицованы алгетским базальтом и болнисским туфом.
Мост предназначен для движения автотранспорта и пешеходов. Проезжая часть включает в себя 4 полосы для движения автотранспорта. Перильное ограждение чугунное литое, на устоях и опорах установлен каменный парапет.